# جانکارلو کامولزی
جانکارلو کامولزی (انگلیسی: Giancarlo Camolese؛ زادهٔ ۲۵ فوریهٔ ۱۹۶۱) بازیکن فوتبال اهل ایتالیا است.
از باشگاه‌هایی که در آن بازی کرده‌است می‌توان به باشگاه فوتبال رجینا، باشگاه ورزشی لاتزیو، باشگاه فوتبال آلساندریا، باشگاه فوتبال تورینو، باشگاه فوتبال پادوا، و باشگاه فوتبال ویچنزا اشاره کرد.